# 8551 Daitarabochi
8551 Daitarabochi eller VC7 är en asteroid i huvudbältet som upptäcktes den 11 november 1994 av de båda japanska astronomerna Masanori Hirasawa och Shohei Suzuki vid Nyukasa-observatoriet. Den är uppkallad efter jätten Daitarabochi i japansk mytologi.
Den tillhör asteroidgruppen Hilda.